# جوسيف بايل
جوسيف بايل (بالألمانية: Josef F. Bille)‏ هو فيزيائي ألماني، ولد في 20 سبتمبر 1944 في نيونكرجن ‏ في ألمانيا.